# Information environnementale
L'information environnementale inclut l'information au sujet de l'environnement biophysique et humain. L'air (notamment les gaz à effet de serre), l'eau, le sol, la terre, la flore et la faune, l'habitat, l'énergie, le bruit, les déchets, les contaminants, les émissions polluantes, la culture, etc. sont des informations environnementales. L'information environnementale inclut aussi l'information sur les décisions, politiques et juridiques, les activités humaines qui affectent l'environnement humain.
Dans le prolongement des engagements pris lors du Sommet de la Terre de Rio en 1992, la Convention d'Aarhus de 1998, la directive européenne 2003/4/CE du 28 janvier 2003 et la charte de l'environnement promulguée en France en 2005 imposent que toute personne sans avoir à justifier son identité puisse accéder à toute information environnementale détenue par une collectivité (dont l'État).
Depuis 1992, l'information environnementale mise à disposition du public s'est enrichie du fait de l'appropriation des questions environnementales par un nombre sans cesse croissant d'acteurs : ONG, associations, collectivités locales... Le développement d'internet rend également cette information de plus en plus accessible pour le public. Il en résulte toutefois que les informations disponibles sont très souvent hétérogènes, sectorielles ce qui rend difficile une approche globale des problématiques environnementales. L'information environnementale est employée dans tous types d'organismes : entreprises, administrations publiques (État et collectivités territoriales), centres de recherche…
En Europe, et pour tous les pays respectant la convention d'Aarhus, cette information spécifique est une information publique, doit être tenue à disposition de tous (sauf quelques dérogations concernant les secrets de fabrication et la défense nationale).

Certaines grandes entreprises sont tenues d'inclure un bilan environnemental dans leur bilan annuel. En France la loi Grenelle II (dans son « chantier » Gouvernance) a élargi le nombre de ces entreprises, et un décret doit préciser les modalités et pénalités afférentes à ce sujet. 
Depuis 1994, la France publie tous les quatre ans un rapport sur l'environnement dressant un panorama de l'état des différentes composantes de l'environnement (eau, air, sol, atmosphère, biodiversité, ressources naturelles), de leur évolution, des pressions qu'elles subissent, des expositions des personnes et des biens aux risques naturel, technologiques et environnementaux chroniques. Ce rapport aborde également les réponses mises en œuvre pour relever les défis écologiques auxquels la société est confrontée. Depuis 1994, 6 éditions se sont succédé : 1994, 1998, 2002, 2006, 2010 et 2014. Ce rapport est depuis 2010 publié par le Service statistique du ministère chargé de l'écologie (Service de l'Observation et des Statistiques) depuis la disparition de l'IFEN en 2008. La sixième édition de ce rapport a été rendue publique le 5 décembre 2014.

## Nature de l'information environnementale
L'information environnementale est constituée :
- de données quantitatives, qui sont souvent des informations structurées : les indicateurs environnementaux, les inventaires ;
- de données qualitatives, structurées (ex. : information taxonomique (très lacunaire en raison de ce que l'ONU nomme l'obstacle taxonomique), ou présentes et classées dans les bases de données environnementales et dans les systèmes d'information géographique) ou des informations non structurées (ex. : informations contenues dans les rapports d'activité, rapports d'études, et documents divers, sous forme de textes, d'images, de son).

La notion d'information environnementale est internationalement définie par la convention d'Aarhus, qui institue un droit d'accès à ces informations :
- cela concerne l'état de l'environnement, tel que l'air et en particulier les émissions de gaz à effet de serre responsables du réchauffement climatique, l'eau, le sol, les paysages, les sites naturels et les biotopes, les zones côtières et marines, la diversité biologique, les organismes génétiquement modifiés… Ce sont notamment des informations issues de mesures, d'inventaires, d"analyses de l'état de l'environnement (ZNIEFF, mesure de la qualité de l'air, de l'eau, hauteur d'eau et concentration de polluant dans les cours d'eau ou les nappes, répartition des espèces, météorologie, présence d'OGM dans les champs, espèces envahissantes, etc.) ;
- cela concerne aussi les sources de pollution ou de nuisances, tels que l'énergie, le bruit, les rayonnements, les transports, les déchets (y compris radioactifs), les déversements et autres rejets dans l'environnement. Il s'agit donc de toutes les informations sur les activités humaines qui peuvent avoir un impact sur l'environnement et leurs conséquences externes (industries et émission de pollution dans l'air, les rivières ou les sols, le bruit et le trafic générant le bruit, la population et les effluents arrivant aux stations d'épuration, les déchets émis et stockés, les sources de pollution radioactive…) ;
- cela concerne aussi les mesures et actions, en particulier administratives, telles que les politiques, les dispositions législatives, les plans, les programmes, les accords environnementaux, les actions individuelles ou collectives, susceptibles d'avoir des incidences sur l'environnement, les protections réglementaires, les accords, contrats, règlements et lois ou sur les actions humaines pouvant avoir une incidence sur l'environnement (zonages réglementaires visant à protéger l'environnement, lois, plans et programmes, SCOT, plan local d'urbanisme (PLU) et plan de déplacement urbain (PDU), cultures biologiques…) ;
- cela concerne aussi l'état de la santé humaine, la sécurité, y compris alimentaire, et les conditions de vie des personnes, les sites culturels, pour autant qu'ils soient ou puissent être altérés par l'état de l'environnement ou par l'un des points précédents (cartes de risque et plans de mise en sécurité, état général de la santé publique liée par exemple aux pollens, effet des pollutions et nuisances sur la santé humaine…) ;
- cela concerne enfin les rapports sur l'application de la législation environnementale, ainsi que les analyses coût-avantages et autres analyses économiques utilisées dans le cadre des mesures précédentes.

Au niveau européen, l'agence européenne pour l'environnement (AEE) a pour rôle de collecter et rendre disponible les informations environnementales en provenance du rapportage des États membres, et couvrant le territoire européen.

## Méthode de partage de l'information environnementale
Le Principe 10 de l'article 2 de la convention sur la diversité biologique signée à Rio de Janeiro lors du Sommet de la terre de 1992 stipule que « La meilleure façon de traiter les questions d’environnement est d’assurer la participation de tous les citoyens concernés, en mettant les informations à la disposition de celui‐ci ».
L'information environnementale est contenue dans des ressources d'information qui sont utilement indexées par des métadonnées pour en faciliter le partage.
La convention d'Aarhus et ses suites insistent sur la diffusion des informations environnementales sur des sites Internet. 

Cette incitation est renforcée en Europe dans la directive 2003/4/CE par une réelle obligation de moyen de diffuser autant que possible les informations environnementales sur Internet. Enfin, dans le cadre de la directive INSPIRE, ceci se traduit par une obligation de diffusion de l'information géographique environnementale, dans le cadre de la constitution d'une infrastructure de données spatiales.
En France, la loi Grenelle II étend les obligations d'information environnementale, ainsi que la responsabilité des sociétés-mères pour les dommages environnementaux causés par leurs filiales, et prépare le développement de l'affichage environnemental, l'information du public et la concertation. En particulier :
- une société d'investissement à capital variable ou une société de gestion doit désormais produire, écrire et évaluer des objectifs et critères « sociaux, environnementaux et de qualité de gouvernance » dans son bilan annuel et vers ses souscripteurs ;
- sous réserve de précisions apportées par un décret qui listera les informations obligatoires, « en cohérence avec les textes européens et internationaux, ainsi que les modalités de leur présentation de façon à permettre une comparaison des données ».
 Ces informations socio-environnementales devront être vérifiées par un « organisme tiers indépendant » (à partir du 31 décembre 2011 ou 2016, selon les types d'entreprise). Les éventuelles lacunes sont signalées par ce tiers (selon des modalités qui seront fixées par décret). Un avis rédigé par le vérificateur sera transmis aux actionnaires ou associés, avec le rapport du conseil d'administration ou du directoire ;
- les  produits et emballages devront afficher leur contenu carbone et certains impacts de (« consommation de ressources naturelles (...)impact sur les milieux naturels qui sont imputables à ces produits au cours de leur cycle de vie »), expérimentalement et pour 1 an, à partir du 1er juillet 2011(art 228). Un bilan sera fait, suivi d'un autre décret qui précisera les modalités de généralisation de cette information environnementale. 
Tout transporteur (de bien ou personnes), taxi, déménageur y compris devra fournir au bénéficiaire la quantité de CO2 émise par l'opération (les modalités dont  méthodes de calcul et calendrier seront fixées par décret) (art 228).  Toute publicité pour un produit soumis à étiquetage énergétique communautaire, et affichant un prix de vente, devra mentionner la classe énergétique du produit aussi clairement que le prix de vente » ; Un décret définira les « exigences de précision, de vérification et de prise en compte des éléments significatifs du cycle de vie des produits dans l’élaboration des allégations à caractère environnemental ou utilisant les termes de développement durable ou ses synonymes[3] » ;
- les associations agréées au titre de l'environnement, et certaines associations régulièrement déclarées depuis au moins cinq ans à la date des faits, peuvent se porter partie civile concernant les pratiques commerciales et les publicités trompeuses ou de nature à induire en erreur quand ces pratiques et publicités comportent des indications environnementales ainsi qu'aux textes pris pour leur application ;
- réforme des études d'impact : elles concernent tout « projets de travaux, d’ouvrages ou d’aménagements publics et privés qui, par leur nature, leurs dimensions ou leur localisation sont susceptibles d’avoir des incidences notables sur l’environnement ou la santé humaine ». Elles sont simplifiées et respectent deux modèles (contre 180 antérieurement). Des critères et seuils seuils réglementaires fixent l'obligation d'étude d'impact (en tenant compte des recommandations de l'Europe[4]), mais un « examen au cas par cas » peut aussi être effectué par l'État. Elles doivent porter une appréciation plus globale dans le cas de projets conjoints ou échelonnés dans le temps, même s'ils sont réalisés par des maîtres d'ouvrages différentes. Après l'enquête si la décision de l'autorité est favorable, elle fixe « les mesures à la charge du pétitionnaire ou du maître d’ouvrage destinées à éviter, réduire et, lorsque c’est possible, compenser les effets négatifs notables du projet sur l’environnement ou la santé humaine ainsi que les modalités de leur suivi ». L'autorité publie au minium : la teneur et les motifs de la décision, les conditions éventuellement assortie, les mesures « destinées à éviter, réduire et, lorsque c’est possible, compenser les effets négatifs notables du projet sur l’environnement ou la santé », les informations sur le processus de participation du public, les lieux où l'étude peut être consultée. Sauf en situation d'urgence, quand une étude d'impact est obligatoire, mais non la consultation publique, le pétitionnaire ou le maître de l'ouvrage met l'étude d'impact à disposition du public (durant au moins 15 jours, et le public étant prévenu au moins 8 jours avant), avant toute décision. Il fournit aussi la demande d'autorisation, le nom des autorités compétentes pour décider et ceux des personnes pouvant renseigner le public sur le projet, et - quand ils sont obligatoires - les avis émis d'autorités administratives sur le projet. « Les observations et propositions recueillies au cours de la mise à disposition du public sont prises en considération par le pétitionnaire ou le maître d’ouvrage et l’autorité compétente pour prendre la décision ». Le degré de précision des informations à fournir sera précisé par un décret. Le pétitionnaire ou maître d'ouvrage peut demander une réunion de concertation (organisée par l'autorité compétente). L'étude doit intégrer une analyse coûts/bénéfices des projets. Tout projet de plus de cent cinquante millions d'euros fait l'objet d'une consultation publique en amont.

## Régulation de l'information environnementale, situation dans quelques pays

### France
La Loi sur les nouvelles régulations économiques de 2001 demande aux entreprises de rendre compte des conséquences sociales et environnementales de leurs activités (article 116).
Le décret d'application de cette loi précise les informations de nature environnementale que les entreprises doivent publier dans leur rapport d'activité.
Le gouvernement français a transposé la directive 2003/4/CE en l'intégrant dans la loi de 1978 sur l'accès aux documents administratifs, et en complétant cette loi dans le cadre du code de l'environnement (art. L. 124-1 à L. 124-8 et R. 124-1 à R. 124-5).
La disponibilité d'informations environnementales de qualité a clairement été souhaitée dans le cadre du Grenelle de l'environnement. Ceci s'est traduit dans la loi Grenelle I par différents articles, dont son article 52.
La diffusion généralisée des informations environnementales sur les sites internet des services publics a abouti à une vraie ouverture de l'information, mais aussi à une grande difficulté à retrouver cette information. Dans un premier temps des portails thématiques ou régionaux, ont été créés. Puis, à la suite de la loi Grenelle I, un portail global (Portail français Toutsurlenvironnement.fr), a été réalisé ; il est basé sur l'utilisation de métadonnées Dublin Core ou ISO 19115, et vise à regrouper dans un seul portail l'ensemble des ressources informationnelles portant sur l'environnement disponibles sur Internet, en provenance des services publics, qu'ils soient des services de l'État, des collectivités territoriales, ou de statut privé ayant une mission de service public.
En 2011, le Conseil d'État, dans le cadre de sa réflexion sur la Démocratie environnementale, s'interroge sur l'effectivité du droit à l'information environnementale.
Une plate forme Web et un pôle dits Gaïa-Data a été mise en place, qui centralise les grands corpus de données environnementales français.

### Royaume-Uni
Le gouvernement britannique a mis en place depuis 2004 une régulation publique de l'information environnementale.